# Ratibida peduncularis
Ratibida peduncularis là một loài thực vật có hoa trong họ Cúc. Loài này được (Torr. & A.Gray) Barnhart miêu tả khoa học đầu tiên năm 1897.